# هاينريش برنارد روب
هاينريش برنارد روب (بالألمانية: Heinrich Bernard Rupp)‏ (و. 1688 – 1719 م) هو عالم نبات من ألمانيا . ولد في غيسن .
توفي في يينا ، عن عمر يناهز 31 عاماً.